# توماس بي. مارش
توماس بي. مارش (بالإنجليزية: Thomas B. Marsh)‏ هو كاتب أمريكي، ولد في 1 نوفمبر 1799، وتوفي في يناير 1866.